# كأس البرتغال 1947–48
كأس البرتغال 1947–48 هو الموسم 9 من كأس البرتغال. كان عدد الأندية المشاركة فيه 29، وفاز فيه سبورتينغ لشبونة.